# Strongylognathus
Strongylognathus és un gènere de formigues de la subfamília dels mirmicins (Myrmicinae). Té una distribució paleàrtica, incloent-hi la península Ibèrica.

## Espècies
El gènere Strongylognathus inclou 26 espècies, a la península Ibèrica hi viuen les 3 següents:
- Strongylognathus caeciliae Forel, 1897
- Strongylognathus huberi Forel, 1874
- Strongylognathus testaceus (Schenck, 1852)